# Basketball Bundesliga de 1976–77
A Temporada 1976–77 da Basketball Bundesliga foi a 11.ª edição da principal competição de basquetebol masculino na Alemanha. A equipe do USC Heidelberg de Baden-Württemberg conquistou o seu décimo terceiro título nacional.

## Equipes participantes
| Clube             | Localização |
| ----------------- | ----------- |
| TuS 04 Leverkusen | Leverkusen  |
| SSC Göttingen     | Gotinga     |
| MTV 1846 Giessen  | Giessen     |
| BSC Saturn Köln   | Colônia     |
| MTV Wolfenbüttel  | Volfembutel |
| SSV Hagen         | Hagen       |
| USC Heidelberg    | Edelberga   |
| 1. FC 01 Bamberg  | Bamberga    |
| Post SV Bayreuth  | Bayreuth    |
| BC/USC München    | Munique     |

## Classificação Fase Regular

### Temporada Regular
| Pos. | Clube             | V  | D  | Pts      | Pts+ : Pts- | Classificação   |
| ---- | ----------------- | -- | -- | -------- | ----------- | --------------- |
| 1    | USC Heidelberg    | 15 | 3  | 30:06:00 | 1530:1327   | Grupo do título |
| 2    | SSV Hagen         | 15 | 3  | 30:06:00 | 1585:1403   | Grupo do título |
| 3    | TuS 04 Leverkusen | 13 | 5  | 26:10:00 | 1703:1444   | Grupo do título |
| 4    | MTV 1846 Giessen  | 12 | 6  | 00:12    | 1658:1404   | Grupo do título |
| 5    | MTV Wolfenbüttel  | 12 | 6  | 00:12    | 1576:1504   | Grupo do título |
| 6    | 1. FC 01 Bamberg  | 10 | 8  | 20:16    | 1546:1563   | Grupo do título |
| 7    | SSC Göttingen     | 5  | 13 | 10:26    | 1491:1627   | Playouts        |
| 8    | ASV Köln          | 4  | 14 | 08:28    | 1421:1714   | Playouts        |
| 9    | Post SV Bayreuth  | 2  | 16 | 04:32    | 1435:1697   | Playouts        |
| 10   | BC/USC München    | 2  | 16 | 04:32    | 1435:1697   | Playouts        |

## Segunda Fase

### Grupo do Título
| Pos. | Clube             | V  | D  | Pts      | Pts+ : Pts- | Classificação |
| ---- | ----------------- | -- | -- | -------- | ----------- | ------------- |
| 1    | USC Heidelberg    | 14 | 6  | 28:12:00 | 1590:1527   | Campeão       |
| 2    | TuS 04 Leverkusen | 13 | 7  | 26:14:00 | 1764:1727   |               |
| 3    | MTV 1846 Giessen  | 11 | 9  | 22:18:00 | 1723:1602   |               |
| 4    | SSV Hagen         | 10 | 10 | 20:20    | 1676:1651   |               |
| 5    | MTV Wolfenbüttel  | 6  | 14 | 12:28    | 1585:1757   |               |
| 6    | 1. FC 01 Bamberg  | 6  | 14 | 12:28:00 | 1596:1770   |               |

### Grupos de Playouts

#### Grupo Norte
| Pos. | Clube              | V | D | Pts      | Pts+ : Pts- | Classificação |
| ---- | ------------------ | - | - | -------- | ----------- | ------------- |
| 1    | SSV Hagen          | 7 | 3 | 14:06:00 | 890:787     | Permanecem    |
| 2    | SSC Göttingen      | 7 | 3 | 14:06:00 | 909:795     | Permanecem    |
| 3    | FC Schalke 04      | 7 | 3 | 14:06:00 | 914:840     |               |
| 4    | DTV Charlottenburg | 4 | 6 | 08:12    | 814:820     |               |
| 5    | Hamburger TB       | 3 | 7 | 06:14    | 699:805     |               |
| 6    | UBC Münster        | 2 | 8 | 4:16:00  | 705:911     |               |

#### Grupo Sul
| Pos. | Clube               | V | D  | Pts      | Pts+ : Pts- | Classificação |
| ---- | ------------------- | - | -- | -------- | ----------- | ------------- |
| 1    | TuS Aschaffenburg   | 8 | 2  | 16:04:00 | 819:706     | Permanecem    |
| 2    | Post SV Bayreuth    | 7 | 3  | 14:06:00 | 867:765     | Permanecem    |
| 3    | BC/USC München      | 7 | 3  | 14:06:00 | 894:811     |               |
| 4    | SV Möhringen        | 5 | 5  | 10:10    | 1003:895    |               |
| 5    | Eintracht Frankfurt | 3 | 7  | 06:14    | 821:931     |               |
| 6    | ADB Koblenz         | 0 | 10 | 0:20:00  | 771:1086    |               |

## Campeões da Basketball Bundesliga (BBL) 1976–77
| Campeões da BBL 1976–77    |
| -------------------------- |
| USC Heidelberg 13.º título |

## Clubes alemães em competições europeias
| Clube             | Competição         | Resultado                                              |
| ----------------- | ------------------ | ------------------------------------------------------ |
| TuS 04 Leverkusen | Copa dos Campeões  | Eliminado na Fase de Grupos como 2º no Gr. A (4v - 2d) |
| MTV 1846 Giessen  | Copa Korać         | Eliminado na Segunda Fase por Berck (83-100;91-81)     |
| SSV Hagen         | Copa Korać         | Eliminado na Segunda Fase por Caen (69-114;103-96)     |
| MTV Wolfenbüttel  | FIBA Copa Europeia | Eliminado na Segunda Fase por Högsbo (74-91;95-81)     |